# AWESOM-O
«AWESOM-O», titulado «Genial-O, mi Amigo Robot» en Hispanoamérica, es el quinto capítulo de la octava temporada de South Park. Fue estrenado originalmente el 14 de abril de 2004.
El episodio está protagonizado casi en exclusiva por Butters Stotch y Eric Cartman, que interpreta a un robot llamado AWESOM-O 4000 (literalmente, Alucinant-O 4000), un disfraz hecho con dos cajas de cartón. Aunque Cartman pretendía gastar una broma pesada a Butters, una serie de circunstancias hacen que termine fingiendo que es un robot real durante todo el capítulo.

## Sinopsis
Eric Cartman gasta una broma a Butters haciéndose pasar por un robot, el AWESOM-O 4000, con el que quiere aprovecharse de su inocencia para sacarle sus secretos inconfesables y avergonzarle en la escuela. Butters cree por completo que ha recibido un auténtico robot procedente de Japón, y comienza a contarle cosas. Sin embargo, la broma se trunca cuando Butters le confiesa al "robot" que odia a Cartman y quiere enseñar en el colegio una cinta de video donde Eric aparece en su jardín, cantando y vestido como Britney Spears mientras seduce a una figura de cartón de Justin Timberlake.
En ese momento, Cartman continuará como AWESOM-O 4000 para robar la cinta. Sin embargo, Butters no para de usarlo para todo tipo de tareas, por lo que no la encuentra. Pronto Cartman comienza a pasar hambre, porque Butters cree que al ser un robot no le hace falta comer. Tanto la madre de Eric como los padres de Butters saben que el "robot" es Cartman, aunque no conocen sus verdaderas intenciones. Con el permiso de la señora Cartman, deciden que AWESOM-O viaje a Los Ángeles para visitar a los tíos de Butters. Como durante todo el viaje Eric no se ha quitado el disfraz, al llegar a California tiene tanto calor y hambre que termina comiéndose la pasta dentífrica.
En Fuentes de León, Butters y AWESOM-O visitan todos los sitios turísticos y terminan en los estudios de Catamount Pictures (parodia de Paramount). Unos productores de cine ven al "robot", y lo contratan para que les ayude a crear películas taquilleras. A Cartman solo se le ocurren ideas basadas en títulos ya existentes con Adam Sandler como protagonista, pero los directivos del estudio están encantados con él. Además, todo el dinero que gana Butters lo dona a los niños pobres, por lo que Cartman no ve ni un centavo.
Mientras tanto, El Pentágono recibe noticias de la existencia de AWESOM-O, al que ven como una amenaza para la seguridad estadounidense, por lo que planean capturarlo y convertirlo en un arma mortal. Cuando AWESOM-O abandona el estudio para evitar que un productor abuse sexualmente de él, es secuestrado por el Ejército, que lo envía a una base secreta. Cartman trata de explicarles que es un niño, pero los militares creen que el "robot" tiene inteligencia artificial y ha desarrollado las emociones de un niño de ocho años. Por ello, ordenan al científico de la base que lo reprograme y destruya todos sus recuerdos.
AWESOM-O termina en una camilla, con una perforadora gigante que está a punto de destrozarle el cráneo. Sin embargo, el científico de la base militar evita la muerte de Cartman en el último momento. Cuando Cartman está a punto de revelar a los militares que es un niño se produce la aparición de Butters, por lo que Eric se queda con el disfraz y el científico es asesinado por rebelarse. Butters evita que los militares "reprogramen" a AWESOM-O diciendo que es su mejor amigo. Pero cuando todo parece llegar a su fin Cartman se tira un pedo, por lo que Butters descubre que AWESOM-O no existe y todo era una broma de Eric. En venganza, Butters enseña a todo el mundo el video de Cartman como Britney.

## Producción
El guion del capítulo fue escrito por Trey Parker con la colaboración de Matt Stone. Aunque AWESOM-O es el segundo episodio de la temporada, se emitió en televisión como el quinto capítulo de ese curso, una semana después de "You Got F'd in the A". Poco después de su emisión, se lanzaron productos relacionados con el "robot", como camisetas. La principal idea del capítulo es el robot ASIMO, desarrollado en 2000 por Honda.
En días anteriores, Comedy Central publicitó un capítulo ficticio llamado El retorno de Lemmiwinks, protagonizado por un ratón que aparece como juguete sexual en el capítulo "The Death Camp of Tolerance", de la sexta temporada. En el día del estreno, se mostró el siguiente texto: «A causa de los trágicos sucesos ocurridos esta semana en Hawái, no emitiremos el capítulo sobre Lemmiwinks. En su lugar, les presentamos un nuevo y mejor episodio, AWESOM-O».
En el capítulo pueden verse otras referencias a la serie. Los productores de Catamount son los mismos que aparecen en "It Hits The Fan", primer episodio de la quinta temporada. Por otro lado, la conversación entre la madre de Cartman y los padres de Butters recuerda al capítulo "The Passion of the Jew", emitido dos semanas antes. En ese sentido, la madre de Cartman señala que su hijo estaba castigado porque "hace dos semanas intentó matar a todos los judíos".